# Wolfram Wuttke
Wolfram Wuttke (Castrop-Rauxel, 1961. november 17. – Lünen, 2015. március 1.) Európa-bajnoki és olimpiai bronzérmes nyugatnémet válogatott német labdarúgó, középpályás, edző.

## Pályafutása

### Klubcsapatban
Az SG Castrop csapatában kezdte a labdarúgást, majd a Schalke 04 korosztályos együttesében folytatta. 1979-ben mutatkozott be az élvonalban. 1980 és 1982 között a Borussia Mönchengladbach csapatában szerepelt. Az 1982–83-as idényre visszatért a Schalkéhez. 1983 és 1985 között a Hamburger SV labdarúgója volt, ahol tagja volt az 1983–84-es idényben ezüstérmes csapatnak. 1985 és 1989 között az 1. FC Kaiserslautern játékosa volt. 1990 és 1992 között a spanyol RCD Espanyol csapatát erősítette. 1992-ben hazatért és az 1. FC Saarbrücken együttesében játszott. Itt fejezte be azt aktív labdarúgást 1993-ban.

### A válogatottban
1980 és 1982 között hét alkalommal játszott az NSZK U21-es csapatában és egy gólt szerzett. 1986 és 1988 között négy alkalommal szerepelt a nyugatnémet válogatottban és egy gólt ért el. Tagja volt az 1988-as Európa-bajnoki bronzérmes csapatnak a hazai rendezésű tornán. 1987 és 1988 között 11 alkalommal szerepelt az olimpiai válogatottban és hat gólt szerzett. 1988-ban a szöuli olimpián bronzérmet szerzett a nyugatnémet válogatottal.

### Edzőként
1994-ben a TuS Haltern, 2008-ban a TSV Crailsheim vezetőedzője volt

## Sikerei, díjai
NSZK
- U21-es Európa-bajnokság
  - ezüstérmes: 1982
- Olimpiai játékok
  - bronzérmes: 1988, Szöul
- Európa-bajnokság
  - bronzérmes: 1988, NSZK

 Hamburger SV
- Nyugatnémet bajnokság (Bundesliga)
  - 2.: 1983–84
- Interkontinentális kupa
  - döntős: 1983 (a döntőn nem szerepelt)
- Nyugatnémet kupa (DFB-Pokal)
  - győztes: 1990 (a döntőn nem szerepelt)